# Blasbach (Wetzlar)
Balsbach is een plaats in de Duitse gemeente Wetzlar, deelstaat Hessen, en telt 988 inwoners (30.06.2006).